# Chyi Yu
Chyi Yu (cinese tradizionale: 齊豫; cinese semplificato: 齐豫; pinyin: Qí Yù; Taichung, 17 ottobre 1958) è una cantante taiwanese, sorella del cantautore Chyi Chin, e meglio conosciuta per il suo singolo di successo del 1979 The Olive Tree (橄欖樹).

## Discografia
- 1979 橄欖樹
- 1982 祝福
- 1983 你是我所有的回憶
- 1984 有一個人
- 1985 回聲 (collaborazione con lo scrittore Sanmao e la cantante Michelle Pan)
- 1987 Stories
- 1988 Whoever Finds This I Love You
- 1988 Paradise Bird
- 1988 有沒有這種說法
- 1989 衣錦還鄉 - 船歌
- 1990 Where Have All The Flowers Gone
- 1993 藏愛的女人
- 1994 敢愛 敢夢
- 1996 Tears
- 1997 駱駝‧飛鳥‧魚
- 1998 天浴 - 慾水 Whispering Steppes
- 1999 C'est La Vie
- 2003 The unheard of Chyi
- 2003 Indescribable Night
- 2003 印象.劉三姐 歌 - 籐纏樹 多謝了
- 2004 唱經給你聽之一.順心 因此更美麗
- 2004 唱經給你聽之二.安心 發現了勇氣
- 2004 唱經給你聽之三.快樂行 所以變快樂
- 2006 唱經給你聽.佛心